# Lemolemo
Lemolemo, ( mapudungún, Lemu-Lemu Plural de bosque=bosques), cacique o lonko mapuche nombrado en el poema épico La Araucana, de Alonso de Ercilla, caracterizado como "jefe de 6 mil hombres de pelea", que comanda en las primeras etapas de la guerra de Arauco durante la Conquista de Chile, en contra de los españoles, en la segunda mitad de la década de los años 1550s.

## Desarrollo
No existe certeza sobre si es un personaje real o imaginario. Cronistas posteriores, como Vicente Carvallo y Goyeneche, acaso influenciados por Ercilla, lo tratan como figura histórica. En La Araucana (Canto II), Lemolemo es uno de los aspirantes de la competencia en que resulta elegido toqui Caupolicán. Lemolemo carga el tronco de la prueba durante 7 horas:

Lemolemo siete horas le traía,
el cual jamás en todo este comedio
dejó de andar acá y allá saltando
 hasta que ya el vigor le fue faltando
La Araucana

La acción después lo sitúa (Canto IX) en el ataque a Penco, donde con otros jefes "de su valor mostraron el extremo". También se le describe como el que cierra las marchas de la columna guerrera mapuche, protegiendo la retaguardia, mientras Caupolicán dirige la vanguardia.
El histórico lof (linaje o clan tribal) también de nombre Lemolemo, del que pudiera haber sido integrante y jefe el personaje, habitaba en la zona costera de la Araucanía, formando parte, del butalmapu (confederación guerrera) de Lafquenmapu (tierra de la costa), junto con todos los lof del aillarehue (pequeña junta de clanes) de Licanievu. De ser veraz esta relación, el personaje Lemolemo sería oriundo del territorio de la actual comuna de Tirúa.